# Marv (Sin City)
Marv é um personagem de histórias em quadrinhos da série Sin City, criada por Frank Miller.

## Outras mídias
Em 2005 o personagem foi interpretado por Mickey Rourke na adaptação cinematográfica de 2005.